# Daniëlle Heijkoop
Daniëlle Heijkoop (16 de abril de 1987) es una jinete neerlandesa que compitió en la modalidad de doma. Ganó una medalla de plata en el Campeonato Europeo de Doma de 2013, en la prueba por equipos.

## Palmarés internacional
| Campeonato Europeo | Campeonato Europeo  | Campeonato Europeo | Campeonato Europeo |
| Año                | Lugar               | Medalla            | Categoría          |
| ------------------ | ------------------- | ------------------ | ------------------ |
| 2013               | Herning (Dinamarca) | Medalla de plata   | Por equipos        |